# Veddasca
Veddasca est une commune italienne de la province de Varèse dans la région Lombardie en Italie.

## Toponyme
Dérivé du lombard (a)vedo : sapin, avec l'ajout du suffixe -asca.

## Administration
| Période                                  | Période  | Identité      | Étiquette | Qualité |
| ---------------------------------------- | -------- | ------------- | --------- | ------- |
| 8/6/2009                                 | En cours | Adolfo Dellea |           |         |
| Les données manquantes sont à compléter. |          |               |           |         |

### Hameaux
Armio, Biegno, Cadero, Graglio, Lozzo, Passo della Forcora, Cangili, Monterecchio, Nove Fontane, Alpe Quadra, Alpe Feed, Bacinetto, Pian Poso, Alpe Cadrigna, Monte Cadrigna, Pian della Croce, Alpe Cangei, Alpe Prà del Cotto, Alpe Comendone, Alpe Casmera, Caldera, Fontana, Monte Paglione, Sasso Corbaro, Alpe Rassini, Ponte Delà, Costa del Fajetto, Monte Sirti, Passo Fontana Rossa